# Гимн Архангельска
Гимн Архангельска («Мы любим тебя, Архангельск!») — принятый в 2014 году официальный музыкальный символ — гимн города Архангельск.

## Возникновение гимна
В декабре 2005 года был объявлен конкурс на лучший проект главной песни города. Положение о гимне города было принято депутатами Архангельского городского Совета в мае 2006 года. На конкурс поступило 29 работ. Из них только 6 были отобраны для тщательного рассмотрения, поскольку к гимну города предъявлялись особые требования: слова и музыка должны соответствовать стилю, жанру. В результате обсуждения было предложено придать статус гимна песне «Мы любим тебя, Архангельск», написанной поэтом Симоном Осиашвили и композитором Александром Левшиным, которая к этому времени стала визитной карточкой столицы Поморья.
5 марта 2009 года на встрече с мэром Виктором Павленко оба автора письменно закрепили передачу своего произведения в дар муниципальному образованию «Город Архангельск». В мае 2009 года депутаты городского Совета решение об утверждении гимна снова не приняли. 23 июня 2009 года накануне 425-летия Архангельска мэр Виктор Павленко своим Постановлением утвердил песню в качестве официального музыкального символа города Архангельска.
26 июня 2014 года, накануне празднования 430-летия Архангельска по предложению мэра Виктора Павленко депутаты городской Думы двумя третями голосов утвердили в качестве официального гимна Архангельска полюбившуюся горожанам песню «Мы любим тебя, Архангельск!»
28 июня 2014 года, во время празднования Дня города Архангельска песня была впервые исполнена как официальный гимн Северным Академическим Русским народным хором.
«Были разные мнения, и предложения по этому поводу. Но мы посоветовались со старшим поколением, пообщались с ветеранами, в том числе и нашего родного Северного хора, с теми, кто первыми исполнял эту песню. Общее мнение было единым — это гимн Архангельска. Такой эту песню считает подавляющее большинство жителей города. Самое главное — её знают и ей подпевают в наших детсадах! Значит гимн — это музыка будущих поколений архангелогородцев» — подчеркнул мэр Виктор Павленко.
Согласно положению, песня — символ города воинской славы Архангельска должна звучать в начале и по окончании сессий Архангельской городской Думы, во время торжественных заседаний, визитов официальных делегаций и других общегородских мероприятий и праздничных мероприятий в муниципальных организациях и учреждениях.

## Текст гимна
Когда над Северной Двиной проснется солнце

И на леса туманы выпадут росой,

Архангельск широко нам улыбнется 

И покорит неброской северной красой.

И невозможно не влюбиться в этот город,

Нигде на свете нет другой такой земли

Недаром это место выбрали поморы 

И именем священным город нарекли.

Мы любим тебя, Архангельск, мы крови с тобой одной.

Мы любим тебя, Архангельск, старинный и молодой.

Мы любим тебя, Архангельск, гордость России и честь,

Мы любим тебя, Архангельск — просто за то, что ты есть!

Архангельские земли кладами богаты,

Но главный клад, конечно, северный народ -

Ведь вырос Ломоносов здесь когда-то

И защищал Россию беломорский флот.

Нам этот край для дел невиданных завещан,

Мы отдадим ему и руки, и сердца —

И русский дух у Беломорья будет вечным,

И Русский Север будет русским до конца!

Мы любим тебя, Архангельск, мы крови с тобой одной.

Мы любим тебя, Архангельск, старинный и молодой.

Мы любим тебя, Архангельск, Гордость России и честь,

Мы любим тебя, Архангельск — Просто за то, что ты есть!

## Документы
- Решение Архангельского городского Совета депутатов от 31 мая 2006 № 170 «Об утверждении Положения о гимне муниципального образования „Город Архангельск“» // Консультант Норд : бюллетень правовых актов органов местного самоуправления муниципального образования «Город Архангельск». — 2006. — № 2. — С. 65-66.
- Решение Архангельской городской думы от 24 сентября 2014 № 157 «Об утверждении Положения о гимне муниципального образования „Город Архангельск“»